# كارن شماس
كارن شمّاس لاعبة جودو لبنانيّة. شاركت شمّاس في ألعاب الشّباب في سنغافورا عام 2010 وأدرجت في المرتبة السّابعة عالميًّا  وبطولة «الكونتيتنتل» U20 والألعاب الألومبيّة لعام 2012. فارت بالميداليّة الفضيّة والبرونزيّة في دورة الألعاب العربيّة. 
شمّاس أوّلّ لاعبة جودو على الإطلاق تشارك باسم لبنان في الألعاب الأوروبيّة.
فازت شمّاس بميداليّتين فضيّتين أثناء مشاركتها في دورة الألعاب الآسيوية الشاطئية "Asian Beach Games” في مدينة بوكيت، تايلند عام 2014، أوّل ميداليّة كانت على شاطئ سامبو (64كلغ) والثّانية على شاطئ كوراش (63كلغ). 

## روابط خارجية
- كارن شماس على موقع الفيدرالية الدولية للجودو (الإنجليزية)
- كارن شماس على موقع JudoInside.com (الإنجليزية)
- كارن شماس على موقع أوليمبيديا (الإنجليزية)